# Алмейда-и-Кошта, Вашку
Ва́шку Ферна́нду Лео́те де Алме́йда-и-Ко́шта (порт. Vasco Fernando Leote de Almeida e Costa; 26 июля 1932, Лиссабон, Португалия — 25 июля 2010, Лиссабон, Португалия) — португальский политический и военный деятель, выдвинувшийся в период «Революции гвоздик», исполняющий обязанности премьер-министра Португалии летом 1976 года, губернатор Макао в 1981—1986 годах.

## Биография
Служил военным моряком, служил в португальских колониях Гоа и Португальской Гвинее. В ноябре 1973 — декабре 1974 года возглавлял отдел информации Военно-морских сил в Мозамбике.

### После «Революции гвоздик»
Капитан-лейтенант Вашку Алмейда-и-Кошта поддержал «Революцию гвоздик». 7 сентября 1974 года он всместе с другими представителями Португалии подписал Лусакские соглашения по Мозамбику. В сентябре 1975 года он уже в чине капитана 2-го ранга был назначен министром внутренней администрации (министром внутренних дел) в правительстве Жозе Пиньейру де Азеведу, а 1 декабря вошёл в Революционный совет Португалии.
С 23 июня по 23 июля 1976 года он исполнял обязанности премьер-министра Португалии, после того как де Азеведу во время его президентской кампании пережил серьёзный сердечный приступ.

### Губернатор Макао
Оценка его деятельности на посту губернатора неоднозначна. С одной стороны, его решение о допуске к политической жизни представителей китайской общины встретило сопротивление, привело к конфликтом и роспуску в 1984 году законодательного собрания. С другой стороны, с его именем связана модернизация Макао. До него это была экономически отсталая территория, со слаборазвитыми инфраструктурой и управленческим администрированием. В результате реформ Алмейды-и-Кошты в регион приехали сотни португальских специалистов, деятельность которых способствовала улучшению городской инфраструктуры. Также губернатор инициировал интернационализацию местного туризма, интеграцию Макао в региональные структуры финансового и банковского секторов. Эти действия заложили основу для будущего экономического роста и проведения телекоммуникационных реформ.
В период его правления был построен новый аэропорт и ряд крупных предприятий.
Церемония прощания прошла в часовне Сан-Роке при штабе командования флотом, и в 10.00 27 июля он был похоронен на кладбище Св. Иоанна в Эшториле.

## Награды
| Страна     | Дата вручения     | Награда                                                                   | Награда                                                                   | Литеры |
| ---------- | ----------------- | ------------------------------------------------------------------------- | ------------------------------------------------------------------------- | ------ |
| Ватикан    | 27 августа 1981 — | Кавалер Большого креста ордена Святого Григория Великого                  | Кавалер Большого креста ордена Святого Григория Великого                  |        |
| Италия     | 12 октября 1981 — | Кавалер Большого креста ордена «За заслуги перед Итальянской Республикой» | Кавалер Большого креста ордена «За заслуги перед Итальянской Республикой» |        |
| Португалия | 9 июля 1985 —     | Кавалер Большого креста ордена Инфанта дона Энрике                        | Кавалер Большого креста ордена Инфанта дона Энрике                        | GCIH   |
| Португалия | 1 октября 1985 —  | Кавалер Большого креста ордена Свободы                                    | Кавалер Большого креста ордена Свободы                                    | GCL    |
| Португалия | —                 | Военный крест 1 класса                                                    | Военный крест 1 класса                                                    | MPCG   |